# Pierre de Maere
Pierre de Maere d’Aertrycke (Ukkel, 24 mei 2001) is een Belgisch DJ en muzikant. 

## Biografie
Maere groeide tussen zijn tiende en zijn twintigste op in de Waalse plaats Walhain. Tijdens zijn studie aan de Koninklijke Academie voor Schone Kunsten van Antwerpen bracht hij muziek uit via YouTube. Dit leverde hem een contract op bij het label Cinq7. In januari 2022 verscheen zijn EP Un jour, je marierai un ange. Hij vergaarde voornamelijk bekendheid toen zijn single viral ging op TikTok. In januari 2023 kwam zijn debuutalbum Regarde-moi uit. Op 8 november 2024 kwam zijn remix van Dua Lipa's These Walls uit waarop hij ook samen met de Brits-Albanese zangeres op te horen was.
Hij won verschillende prijzen, waaronder "révélation francophone de l’année".